# 쓰쿠바군

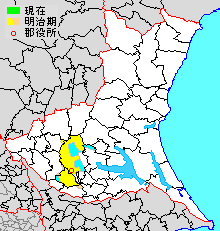
이바라키현 쓰쿠바군의 범위 (하늘색: 후에 다른 군에서 편입한 구역. 연노랑:후에 다른 군으로 편입된 구역)

쓰쿠바군(筑波郡)은 일본 이바라키현(히타치국)에 있던 군이다.

## 군역
현재의 쓰쿠바시와 쓰쿠바미라이시를 합친 구역에 거의 해당한다. 1878년 행정 구역으로 발족 당시의 군역은 아래 구역에 해당한다.
- 쓰쿠바시의 대부분
- 쓰쿠바미라이시의 대부분
- 쓰치우라시의 일부
- 시모쓰마시의 일부
- 조소시의 일부
- 도리데시의 일부

원래는 니하리군·가와치군과의 경계가 뒤섞여 있어, 쓰쿠바군이 쓰치우라시 북부, 니하리군·가와치군이 쓰쿠바시의 중심부 근처까지 미치고 있었지만, 1896년 군제 시행을 위한 군 개편으로 정리되었다.

## 역사
- 1878년 12월 2일 - 군구정촌 편제법이 이바라키현에서 시행되면서 행정 구역으로서의 쓰쿠바군이 발족.

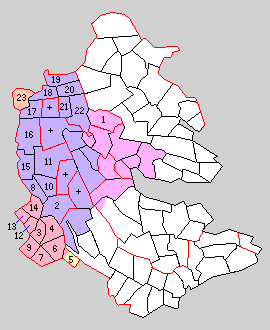
1.야마노쇼촌 2.야타베정 3.오바리촌 4.이타하시촌 5.구가촌 6.미시마촌 7.야이타촌 8.마세촌 9.도요촌 10.시마나촌 11.아사히촌 12.가시마촌 13.주와촌 14.후쿠오카촌 15.가미고촌 16.요시누마촌 17.사쿠오카촌 18.스가마촌 19.쓰쿠바정 20.다이촌 21.호조정 22.오다촌 23.다카사이촌 (보라:쓰쿠바시 빨강:쓰쿠바미라이시 분홍:쓰치우라시 노랑:도리데시 등색:시모쓰마시 +는 후에 쓰쿠바군에 추가된 지역)

- 1889년 4월 1일 - 정촌제 시행으로, 아래의 정촌이 발족.(3정 20촌)
  - 야마노쇼촌(山ノ荘村): 현 쓰치우라시
  - 야타베정(谷田部町): 현 쓰쿠바시
  - 오바리촌(小張村): 현 쓰쿠바미라이시
  - 이타하시촌(板橋村): 현 쓰쿠바미라이시
  - 구가촌(久賀村): 현 도리데시
  - 미시마촌(三島村): 현 쓰쿠바미라이시
  - 야이타촌(谷井田村): 현 쓰쿠바미라이시
  - 마세촌(真瀬村): 현 조소시
  - 도요촌(豊村): 현 쓰쿠바미라이시
  - 시마나촌(島名村): 현 쓰쿠바시
  - 아사히촌(旭村): 현 쓰쿠바시
  - 가시마촌(鹿島村): 현 쓰쿠바미라이시
  - 주와촌(十和村): 현 조소시
  - 후쿠오카촌(福岡村): 현 쓰쿠바미라이시
  - 가미고촌(上郷村): 현 쓰쿠바시
  - 요시누마촌(吉沼村): 현 쓰쿠바시
  - 사쿠오카촌(作岡村): 현 쓰쿠바시
  - 스가마촌(菅間村): 현 쓰쿠바시
  - 쓰쿠바정(筑波町): 현 쓰쿠바시
  - 다이촌(田井村): 현 쓰쿠바시
  - 호조정(北条町): 현 쓰쿠바시
  - 오다촌(小田村): 현 쓰쿠바시
  - 다카사이촌(高道祖村): 현 시모쓰마시
- 1896년
  - 4월 1일(3정 24촌)
    - 기타소마군 나가사키촌(長崎村)·니하리군 가쓰라기촌(葛城村)·오호촌(大穂村)·다미야마촌(田水山村)·가와치군 오노가와촌(小野川村)의 소속이 쓰쿠바군으로 변경.
    - 야마노쇼촌의 소속이 니하리군으로 변경.
- 1938년 4월 17일 - 가시마촌·나가사키촌이 합병하여, 야하라촌(谷原村)이 발족.(3정 23촌)
- 1953년
  - 4월 1일 - 오호촌이 정제 시행으로 오호정(大穂町)이 됨.(4정 22촌)
  - 11월 3일 - 가미고촌이 정제 시행으로 가미고정(上郷町)이 됨.(5정 21촌)
- 1954년
  - 6월 1일 - 다카사이촌이 마카베군 시모쓰마정에 편입.(5정 20촌)
  - 7월 1일 - 미시마촌·야이타촌·도요촌·오바리촌이 합병하여, 이나촌(伊奈村)이 발족.(5정 17촌)
- 1955년
  - 2월 1일 - 쓰쿠바정·호조정·다미야마촌·다이촌·오다촌이 합병하여, 새로이 쓰쿠바정이 발족.(4정 14촌)
  - 2월 21일 - 구가촌의 일부가 이나촌에, 잔여부가 기타소마군 후지시로정에 분할편입.(4정 13촌)
  - 3월 1일 - 야하라촌·주와촌·후쿠오카촌이 기타소마군 고키누촌과 합병하여 야와라촌(谷和原村)이 발족.(4정 11촌)
  - 3월 31일(4정 7촌)
    - 마세촌의 일부가 미즈카이도시에 편입.
    - 야타베정·오노가와촌·가쓰라기촌·시마나촌 및 마세촌의 잔여부가 합병하여, 새로이 야타베정이 발족.

  - 4월 1일(4정 6촌)
    - 오호정 및 아사히촌의 일부가 합병하여, 새로이 오호정이 발족.
    - 가미고정  및 아사히촌의 잔여부가 합병하여, 새로이 가미고정이 발족. 가미고정은 당일 개칭하여 도요사토정(豊里町)이 됨.

  - 6월 10일 - 이타하시촌이 이나촌에 편입.(4정 5촌)
- 1956년 9월 30일(4정 3촌)
  - 요시누마촌의 일부가 도요사토정에, 잔여부가 오호정에 분할편입.
  - 사쿠오카촌이 쓰쿠바정에 편입.
- 1957년 7월 1일 - 스가마촌이 쓰쿠바정에 편입.(4정 2촌)
- 1985년 4월 1일 - 이나촌이 정제 시행으로 이나정(伊奈町)이 됨.(5정 1촌)
- 1987년 11월 30일 - 야타베정·도요사토정·오호정이 니하리군 사쿠라촌과 합병하여 쓰쿠바시(つくば市)가 발족, 군에서 이탈.(2정 1촌)
- 1988년 1월 31일 - 쓰쿠바정이 쓰쿠바시에 편입.(1정 1촌)
- 2006년 3월 27일 - 이나정·야와라촌이 합병하여, 쓰쿠바미라이시(つくばみらい市)가 발족. 이날 쓰쿠바군은 소멸됨.

## 참고 문헌
- 《가도카와 일본 지명 대사전》 편집위원회, 편집. (1983년 12월 1일). 《가도카와 일본 지명 대사전》. 8 이바라키현. 가도카와 쇼텐. ISBN 4040010809.